# 2.ª etapa del Tour de Francia 2022
La 2.ª etapa del Tour de Francia 2022 tuvo lugar el 2 de julio de 2022 entre Roskilde y Nyborg en Dinamarca sobre un recorrido de 202,2 km. El vencedor fue el neerlandés Fabio Jakobsen del Quick-Step Alpha Vinyl y el belga Wout van Aert del Jumbo-Visma se convirtió en el nuevo líder de la prueba gracias a las bonificaciones.

## Clasificación de la etapa
| Roskilde - Nyborg | etapa llana | (202,2 km) |

| \| Clasificación de la etapa \| Clasificación de la etapa \| Clasificación de la etapa \| Clasificación de la etapa \| Clasificación de la etapa \| \| Ciclista \| Ciclista \| Equipo \| Tiempo \| \| \| ------------------------- \| ------------------------- \| ------------------------- \| ------------------------- \| ------------------------- \| \| 1.º \| Fabio Jakobsen \| Quick-Step Alpha Vinyl \| 4 h 34 min 34 s \| \| \| 2.º \| Wout van Aert \| Jumbo-Visma \| + 0 s \| \| \| 3.º \| Mads Pedersen \| Trek-Segafredo \| + 0 s \| \| \| 4.º \| Danny van Poppel \| Bora-Hansgrohe \| + 0 s \| \| \| 5.º \| Jasper Philipsen \| Alpecin-Deceuninck \| + 0 s \| \| \| 6.º \| Peter Sagan \| TotalEnergies \| + 0 s \| \| \| 7.º \| Jérémy Lecroq \| B&B Hotels-KTM \| + 0 s \| \| \| 8.º \| Dylan Groenewegen \| BikeExchange-Jayco \| + 0 s \| \| \| 9.º \| Luca Mozzato \| B&B Hotels-KTM \| + 0 s \| \| \| 10.º \| Hugo Hofstetter \| Arkéa-Samsic \| + 0 s \| \| |                   |                        |                 |
| |                   |                        |                 |
| Fuente: ProCyclingStats |                   |                        |                 |
| Clasificación de la etapa |                   |                        |                 |
| Ciclista | Ciclista          | Equipo                 | Tiempo          |
| 1.º | Fabio Jakobsen    | Quick-Step Alpha Vinyl | 4 h 34 min 34 s |
| 2.º | Wout van Aert     | Jumbo-Visma            | + 0 s           |
| 3.º | Mads Pedersen     | Trek-Segafredo         | + 0 s           |
| 4.º | Danny van Poppel  | Bora-Hansgrohe         | + 0 s           |
| 5.º | Jasper Philipsen  | Alpecin-Deceuninck     | + 0 s           |
| 6.º | Peter Sagan       | TotalEnergies          | + 0 s           |
| 7.º | Jérémy Lecroq     | B&B Hotels-KTM         | + 0 s           |
| 8.º | Dylan Groenewegen | BikeExchange-Jayco     | + 0 s           |
| 9.º | Luca Mozzato      | B&B Hotels-KTM         | + 0 s           |
| 10.º | Hugo Hofstetter   | Arkéa-Samsic           | + 0 s           |

## Clasificaciones al final de la etapa

### Clasificación general(Maillot Jaune)
| \| Clasificación general \| Clasificación general \| Clasificación general \| Clasificación general \| Clasificación general \| \| Ciclista \| Ciclista \| Equipo \| Tiempo \| \| \| --------------------- \| --------------------- \| ---------------------- \| --------------------- \| --------------------- \| \| 1.º \| Wout van Aert \| Jumbo-Visma \| 4 h 49 min 50 s \| \| \| 2.º \| Yves Lampaert \| Quick-Step Alpha Vinyl \| + 1 s \| \| \| 3.º \| Tadej Pogačar \| UAE Team Emirates \| + 8 s \| \| \| 4.º \| Filippo Ganna \| Ineos Grenadiers \| + 11 s \| \| \| 5.º \| Mads Pedersen \| Trek-Segafredo \| + 12 s \| \| \| 6.º \| Mathieu van der Poel \| Alpecin-Deceuninck \| + 14 s \| \| \| 7.º \| Jonas Vingegaard \| Jumbo-Visma \| + 16 s \| \| \| 8.º \| Primož Roglič \| Jumbo-Visma \| + 17 s \| \| \| 9.º \| Bauke Mollema \| Trek-Segafredo \| + 18 s \| \| \| 10.º \| Dylan Teuns \| Bahrain Victorious \| + 21 s \| \| |                      |                        |                 |
| |                      |                        |                 |
| Fuente: ProCyclingStats |                      |                        |                 |
| Clasificación general |                      |                        |                 |
| Ciclista | Ciclista             | Equipo                 | Tiempo          |
| 1.º | Wout van Aert        | Jumbo-Visma            | 4 h 49 min 50 s |
| 2.º | Yves Lampaert        | Quick-Step Alpha Vinyl | + 1 s           |
| 3.º | Tadej Pogačar        | UAE Team Emirates      | + 8 s           |
| 4.º | Filippo Ganna        | Ineos Grenadiers       | + 11 s          |
| 5.º | Mads Pedersen        | Trek-Segafredo         | + 12 s          |
| 6.º | Mathieu van der Poel | Alpecin-Deceuninck     | + 14 s          |
| 7.º | Jonas Vingegaard     | Jumbo-Visma            | + 16 s          |
| 8.º | Primož Roglič        | Jumbo-Visma            | + 17 s          |
| 9.º | Bauke Mollema        | Trek-Segafredo         | + 18 s          |
| 10.º | Dylan Teuns          | Bahrain Victorious     | + 21 s          |

### Clasificación por puntos(Maillot Vert)
| Clasificación por puntos | Clasificación por puntos | Clasificación por puntos           | Clasificación por puntos | Clasificación por puntos |
| Ciclista                 | Ciclista                 | Equipo                             | Puntos                   |                          |
| ------------------------ | ------------------------ | ---------------------------------- | ------------------------ | ------------------------ |
| 1.º                      | Wout van Aert            | Jumbo-Visma                        | 60 pts                   |                          |
| 2.º                      | Fabio Jakobsen           | Quick-Step Alpha Vinyl             | 59 pts                   |                          |
| 3.º                      | Mads Pedersen            | Trek-Segafredo                     | 30 pts                   |                          |
| 4.º                      | Peter Sagan              | TotalEnergies                      | 25 pts                   |                          |
| 5.º                      | Yves Lampaert            | Quick-Step Alpha Vinyl             | 22 pts                   |                          |
| 6.º                      | Magnus Cort              | EF Education-EasyPost              | 22 pts                   |                          |
| 7.º                      | Sven Erik Bystrøm        | Intermarché-Wanty-Gobert Matériaux | 20 pts                   |                          |
| 8.º                      | Jérémy Lecroq            | B&B Hotels-KTM                     | 20 pts                   |                          |
| 9.º                      | Caleb Ewan               | Lotto-Soudal                       | 19 pts                   |                          |
| 10.º                     | Danny van Poppel         | Bora-Hansgrohe                     | 18 pts                   |                          |

### Clasificación de la montaña(Maillot à Pois Rouges)
| Clasificación de la montaña | Clasificación de la montaña | Clasificación de la montaña | Clasificación de la montaña | Clasificación de la montaña |
| Ciclista                    | Ciclista                    | Equipo                      | Puntos                      |                             |
| --------------------------- | --------------------------- | --------------------------- | --------------------------- | --------------------------- |
| 1.º                         | Magnus Cort                 | EF Education-EasyPost       | 3 pts                       |                             |

### Clasificación del mejor joven(Maillot Blanc)
| Clasificación del mejor joven | Clasificación del mejor joven | Clasificación del mejor joven | Clasificación del mejor joven | Clasificación del mejor joven |
| Ciclista                      | Ciclista                      | Equipo                        | Tiempo                        |                               |
| ----------------------------- | ----------------------------- | ----------------------------- | ----------------------------- | ----------------------------- |
| 1.º                           | Tadej Pogačar                 | UAE Team Emirates             | 4 h 49 min 58 s               |                               |
| 2.º                           | Thomas Pidcock                | Ineos Grenadiers              | + 17 s                        |                               |
| 3.º                           | Florian Vermeersch            | Lotto-Soudal                  | + 26 s                        |                               |
| 4.º                           | Brandon McNulty               | UAE Team Emirates             | + 36 s                        |                               |
| 5.º                           | Nils Eekhoff                  | Team DSM                      | + 40 s                        |                               |
| 6.º                           | Matteo Jorgenson              | Movistar Team                 | + 41 s                        |                               |
| 7.º                           | Fred Wright                   | Bahrain Victorious            | + 42 s                        |                               |
| 8.º                           | Andrea Bagioli                | Quick-Step Alpha Vinyl        | + 45 s                        |                               |
| 9.º                           | Quinn Simmons                 | Trek-Segafredo                | + 47 s                        |                               |
| 10.º                          | Jonas Rutsch                  | EF Education-EasyPost         | + 48 s                        |                               |

### Clasificación por equipos(Classement par Équipe)
| Clasificación por equipos | Clasificación por equipos | Clasificación por equipos | Clasificación por equipos |
| Equipo                    | Equipo                    | Tiempo                    |                           |
| ------------------------- | ------------------------- | ------------------------- | ------------------------- |
| 1.º                       | Jumbo-Visma               | 14 h 30 min 09 s          |                           |
| 2.º                       | Ineos Grenadiers          | + 21 s                    |                           |
| 3.º                       | Trek-Segafredo            | + 37 s                    |                           |
| 4.º                       | Quick-Step Alpha Vinyl    | + 42 s                    |                           |
| 5.º                       | Bahrain Victorious        | + 52 s                    |                           |
| 6.º                       | Bora-Hansgrohe            | + 57 s                    |                           |
| 7.º                       | UAE Team Emirates         | + 1 min 20 s              |                           |
| 8.º                       | EF Education-EasyPost     | + 1 min 22 s              |                           |
| 9.º                       | Cofidis                   | + 1 min 24 s              |                           |
| 10.º                      | BikeExchange-Jayco        | + 1 min 35 s              |                           |

## Abandonos
Ninguno.